# Valle de Bravo (region)
Valle de Bravo (spanska: Región XIX Valle de Bravo) är en region i delstaten Mexiko i Mexiko bildad 1986 eller tidigare. Vid bildandet hade den numreringen VI (6) och en area på 2 000,97 kvadratkilometer. Sedan dess har regionens yta stadigt krympt genom åren och brutits upp till olika regioner.
Dagens region Valle de Bravo gränsar till delstaten Michoacán i väst och till regionerna Atlacomulco i norr, Ixtlahuaca i nordost, Toluca ost samt Tejupilco i syd.

## Kommuner i regionen
Regionen består av tolv kommuner (2020).
- Amanalco
- Donato Guerra
- Ixtapan del Oro
- Otzoloapan
- San Simón de Guerrero
- Santo Tomás
- Temascaltepec
- Texcaltitlán
- Valle de Bravo
- Villa de Allende
- Villa Victoria
- Zacazonapan